# Pierre Guéry
Pierre Guéry, né en 1965 à Marseille, est un poète, écrivain, traducteur et performeur français.
Il étudie la musique, l'art dramatique et la danse contemporaine avant de se diplômer en lettres et en phonétique appliquée à la didactique des langues, ce qui le conduit à enseigner la langue et la littérature françaises pendant une quinzaine d'années, en France et en Grèce. Puis il aborde l'écriture poétique, dont certains aspects formels révèlent ce background théorique et artistique de façon sensible. Une partie de ses publications est d'ailleurs liée à l'art de la poésie performance et du théâtre musical, qu'il pratique sur des scènes diverses avant même de faire éditer ses premiers textes. Ses livres, souvent hybrides en termes de genres, tout comme ses performances pluridisciplinaires révèlent une convergence d'influences multiples qui creuse singulièrement quelques thèmes récurrents comme l'enfermement, la folie, la sexualité, la maladie, le deuil.

## Biographie
Bascule et Alien-Nation paraissent la même année dans la collection Bookleg (livrets d'action poétique) des Éditions Maelström à Bruxelles, auprès d'auteurs comme Alejandro Jodorowsky et Lawrence Ferlinghetti, dont il a déjà adapté en français quelques poèmes pour la scène poétique et musicale de l'édition 2005 du Festival Teranova à Metz et Nancy, Les poètes de la beat generation.
Bascule (2006), monologue pulsé et violent, est mis en espace et interprété par l'auteur et trois comédiens de la Diphtong Compagnie (direction Hubert Colas) à Montevideo Centre des Écritures Contemporaines à Marseille. Le texte, une seule longue phrase à suspensions silencieuses et elliptiques, est un véritable choc d'images torrentielles qui n'est pas sans rappeler celui de Je meurs comme un pays, du dramaturge grec Dimítris Dimitriádis. La colère, l'effroi devant l'horreur d'une guerre civile, la supplique à la Vierge et la douceur espérée de la mort s'y disent sur un même fil, tendu à l'extrême. Cette œuvre sera par la suite reprise plusieurs fois en performance par l'auteur, notamment en 2011 à l'Espace Senghor à Bruxelles lors de la cinquième édition du Fiestival Maelström RéEvolution, en collaboration avec la comédienne et danseuse butō Stéphanie Lemonnier.
Alien-Nation, sous-titré Mécanique de parole pour la scène, est créé par l'auteur la même année à La Générale de Belleville à Paris, puis sera repris de nombreuses fois, en particulier à la Zone d'Intérêt Poétique à Barjols en 2008, et au Poésie Festival de Berlin en 2010 avec Arnulf Ballhorn à la contrebasse et aux samplers. Le texte paraîtra à cette occasion en allemand aux Éditions Hochroth dans une traduction du poète luxembourgeois Tom Nisse. Ce soliloque d'un aliéné schizophrène, qui fait état d'une souffrance psychique liée à la colonisation, sera repris en 2011 par la compagnie Jeux de mains Jeux de vilains dans une nouvelle version, présentée au Théâtre Isle 80 à Avignon, en 2012 au 10e Art Action Festival in Monza (Italie) dans une performance incluant une vidéo du cinéaste Gaetan Saint-Remy, puis en 2014 à La Cité-Espace de récits communs à Marseille, dans une nouvelle version avec le bassiste américain William Kopecky.
En 2007 il publie Érotographie chez Patrick Lowie aux Éditions Biliki (Bruxelles). Constitué de soixante-neuf fragments homoérotiques, dont l'auteur dit lui-même qu'ils peuvent se lire comme les résidus essentiels d'un roman au superflu effacé, le livre explore les relations entre langage et sexualité, la charge métaphorique et érotique des mots produisant une vocalité inventive et ludique. La même année il intègre la Troupe Poétique Nomade Maelström et participe à la première édition du Fiestival Maelström à Bruxelles aux côtés de Vincent Tholomé, Laurence Vielle, Maja Jantar, Alejandro Jodorowsky, Jean-Luc De Meyer et de nombreux autres artistes.
En 2008 il traduit la section Kill or cure (Tuer/soigner) pour la première anthologie en langue française de la poétesse beat américaine Anne Waldman, qui paraît sous le titre Fast Speaking Woman aux Éditions Maelström lors de la deuxième édition du Fiestival à Bruxelles; et participe à Electrobolochoc, résidence expérimentale reliant art et philosophie, où il crée Abandon, une performance avec le danseur-voltigeur Gregory Bonneault.
En 2009 il voyage au Canada et donne plusieurs lectures/concerts à Québec et Toronto avec la TPNM et la jeune pianiste et violoniste Emilyn Stam. Puis au Liban pour le Salon du livre de Beyrouth où il présente En quel pays étrange, récit poétique contemplatif dont le fil se tend entre errances du passé et connaissances du présent, qu'il vient de publier chez Maelström. Il tourne ensuite avec la TPNM en plusieurs villes du Liban pour des lectures, performances et ateliers d'écriture, et rencontre à cette occasion les poètes libanais francophones de La Revue phénicienne.
La même année il traduit de l'américain en français, avec Keyvan Sayar, les Poèmes de Guantanamo, qui paraissent chez Biliki au moment même de l'élection de Barack Obama qui promet la fermeture imminente du Camp de Guantanamo. Le Camp restera ouvert et le recueil, sous-titré Les détenus parlent, demeure un témoignage important sur les conditions de détention et les sentiments qui animent les prisonniers.
Il participe à nouveau à la résidence Electrobolochoc, où il crée avec Stéphanie Lemonnier une performance déambulatoire butô et poésie sonore intitulée Le Nachleben des gorges.
Il publie HP 1999, une courte fiction, parue aux Éditions Sens & Tonka- L'une & l'autre, qui fait entendre le douloureux récit de vie, intime et politique, d'un vieil homosexuel chilien, ex-opposant à la dictature de Pinochet, malade et reclus dans un hôpital psychiatrique de Barcelone. Il donne plusieurs lectures publiques de ce texte, notamment en avril 2013 à Nice lors du vernissage de l'exposition 100 Polaroïds du cinéaste et photographe Lionel Soukaz, dans le cadre de In&Out, festival du film gay et lesbien, et en 2017 au Vidéodrome2 à Marseille lors d'une programmation intitulée "Chili, utopies, clivages et trahisons", consacrée à l’œuvre documentaire des cinéastes Patricio Guzman et Carmen Castillo.
Chez le même éditeur il publie en 2010 Week-end avec Hellènes, une nouvelle sous titrée Error in fabula. Puis en 2011 un roman, La Rhétorique des culs, qui relate au passé le viol incestueux d'un enfant par son frère aîné et au présent les débauches nocturnes et les multiples rencontres marginales d'un jeune homme lucide mais perdu. En 2019 il adapte un chapitre de ce roman pour en faire une performance intitulée Mauvais genre, présentée pour la première fois au Théâtre Liberté-Scène Nationale de Toulon dans le cadre d'un Théma masculin/féminin.
En 2011 il traduit un texte inédit d'Anne Waldman pour les Éditions Maelström, Soldatesque, et fait paraître chez ce même éditeur un nouveau livre de poésie: Poéstreet, des marches de poésie urbaine. Une suite de poèmes improvisés et enregistrés en mouvement dans la rue selon un protocole de parole précis, puis transcrits sans retouches. L'ensemble constitue une sorte de journal parlé, relatant l'évolution d'un trajet pédestre toujours identique. Cette démarche singulière donne par ailleurs lieu à un bref documentaire sonore intitulé Mon parcours, réalisé par Hélène Cœur pour Arteradio.
En 2020 il entreprend la traduction de l'oeuvre poétique complète du légendaire poète grec Nikos Kavvadias, qui paraîtra dans une édition bilingue grec/français aux éditions Signes et balises en 2022 sous le titre Courants noirs, dont il signe également la préface.
Parallèlement à ce parcours et à l'enseignement (Aix-Marseille Université), il s'est engagé dans l'éducation populaire et a cofondé en 2003 Peuple et culture à Marseille, association avec laquelle il a animé jusqu'en 2009 un cycle de rencontres littéraires et une programmation de cinéma documentaire de création. Il y a accueilli des auteurs majeurs de la francophonie (Ananda Devi, Maïssa Bey, Anouar Benmalek, Raharimanana, Gisèle Pineau...) et des réalisateurs d'audience internationale (Sergei Loznitsa, Lech Kowalski, Nicolas Humbert...).

## Collaborations artistiques
Au cours de cette décennie il publie dans plusieurs revues et sur quelques blogs (Algérie Littérature Action, Mauvaise graine, Carbone, Jamais, Point-Ruption, Pyro, l'Okibou, Art Matin, Bâtarde, On peut se permettre, GPS, Teste, Bébé, Mange Monde, Revu, Doc(k)s, Nioques, Ouste...), et s'engage dans de nombreuses collaborations artistiques.
Avec l'écrivain Martin Melkonian pour la mise en scène d'un texte de et avec celui-ci, Conversations au bord du vide (éditions d'écart, 2004), présenté en 2006 au Théâtre Les Argonautes à Marseille.
Avec des poètes sonores comme Jean-Pierre Bobillot avec lequel il présente en 2008 à Marseille Du bruit dans la PointCom, une lecture-action dadaïste; Sébastien Lespinasse pour un Pneuma Récital; ou encore l'artiste canadienne de Spoken word Moe Clark dont il traduit et adapte les textes en français. Il accompagne également la poétesse américaine Anne Waldman pour des lectures et performances bilingues.
Avec la comédienne et danseuse Stéphanie Lemonnier il met plusieurs lectures en espace : Pessoa l'Intranquille en 2008, avec l'écrivain et traducteur Patrick Quillier; Europeana. Une brève histoire du XXe siècle, de l'écrivain tchèque Patrik Ourednik, en 2009 à la Cité-Maison de Théâtre (Marseille); et Zig-Bang, l'apéro, montage de textes du poète et compositeur Georges Aperghis, en 2011 au Théâtre de la Joliette-La Minoterie (Marseille).
Avec la vidéaste Sylvia Donis il réalise un film, Une absence à New York, manifeste poétique contre les restrictions de mobilité internationale des personnes séropositives, présenté en 2010 au Festival Vihsion à Montréal, répondant ainsi au refus qui lui est fait d'accéder au territoire américain alors qu'il veut se rendre à New York pour un festival de poésie auquel il est invité. Avec cette même artiste il est membre permanent du Collectif LR (Marseille), qui comprend également la comédienne et danseuse butô Stéphanie Lemonnier et le sculpteur, plasticien et scénographe Cyrille André. Ensemble ils créent en 2012 Ne pas laisser en contact intime prolongé sur du mobilier sensible, une performance pluridisciplinaire présentée aux Bancs Publics - Lieu d'expérimentations culturelles à Marseille.
Avec la vidéaste et plasticienne Nathalie Démaretz il présente à la médiathèque Boris Vian, à Port-de-Bouc en 2011, Zik-Lang-Mix, une conférence performative sur le lettrisme et la poésie sonore, accompagnée d'une exposition de ses poèmes visuels scénographiée par cette artiste. Ensemble ils créent également, lors d'une résidence d'artistes à la Galerie La Place à Barcelone en 2014, Psyché Extérieur Nuit_Barcelona Corpus, une performance vidéo-poétique conçue pour des parcours variables dans l'espace public. Initialement créée au Couvent Sant'Agusti et au Parc Güell à Barcelone, cette performance est reprise la même année à Avignon et Marseille, puis à Nantes en 2015. En 2018, les textes de cette performance sont rassemblés et publiés aux éditions Maelström sous le titre Psyché Extérieur Nuit.
Avec des collectifs de plasticiens et poètes il participe à des expositions et manifestations comme Les parapluies dans la ville à Beaubourg en 2006 (avec les éditions Transignum); le 1000046e anniversaire de l'art à Sauve en 2009 (aux côtés de Julien Blaine, Antoine Simon, Pierre Tilman, Édith Azam, André Gache...) en hommage à Robert Filliou; Questions de Zip, Chauffe-Marcel, M'emmasquez pas, Premières pages et Naviguons de conserve de 2007 à 2014 à la Zone d'Intérêt Poétique à Barjols avec les éditions Plaine Page.
Quant aux collaborations musicales elles sont nombreuses et internationales : Mario Salis, William Kopecky, Marco Parente, Vincent Granger, Philippe Gareil, Benjamin Pottel, Emmanuel Fleitz, Delchad Ahmad, Antoine Birot, Emilyn Stam, Nicolas Ankoudinoff, Gauthier Keyaerts, Phil Spectrum, Alain Subrebost, Andréa Seki, Pat'O'May, Patricia Dallio, Shadi Fathi, Chris Jennings...

## Festivals
- Teranova, Metz/Nancy, France, 2005
- Fiestival Maelström Reevolution, Bruxelles, Belgique, de 2007 à 2025
- Fiestival Maelström Reevolution, Québec-Stadaconé, Canada, 2009[22]
- Maelström Fiestival, Beyrouth, Liban, 2009
- Equivoxes, Quimper, France, 2009
- PoesieFestival, Berlin, Allemagne, 2010
- Voix Vives, Sète, France, 2011, 2015 et 2016
- Art Action Festival, Monza, Italie, 2012
- In&Out, Nice, France, 2013
- Les Eauditives, Brignoles, France, 2013 ; Toulon, France, 2019 et 2023
- Voix Vives, Tolède, Espagne, 2014
- Art's Future, Saint-André de Buèges, France, 2014
- Poésie en Ville, Genève, Suisse, 2014
- Les Inovendables, Marseille, France, 2014
- 48 heures chrono, Marseille, France, 2014 et 2015
- Exquisses, Valdrôme, France, 2015
- MidiMinuitPoésie, Nantes, France, 2015
- Biennale des Écritures du Réel, Marseille, France, 2016, 2018, 2022 et 2024
- Poema - Biennale, Nancy/Metz/Luxembourg, France et Luxembourg, 2016 et 2018
- Sémaphore, Festival de la Parole, Quimperlé, France, 2018 et 2020
- Tournez la plage, Festival des écritures contemporaines, La Ciotat, France, 2018
- Extra ! Festival des littératures hors du livre, Centre Pompidou, Paris, France, 2018
- Journées Poët-Poët, Nice, France, 2020
- Poésie Goutte d'Or, Paris, France, 2021
- Biennale des ailleurs, Charleville-Mézières, France, 2022
- Oh ma parole ! Festival des arts de la parole, Marseille, France, 2023 et 2025

## Enregistrements audio& vidéo
- Kit to be hacked, poèmes électroniques, CD, L'Ovni Tendre/Bourbaki, 2000
- Slackness, poèmes électroniques 2, CD, L'Ovni Tendre/Bourbaki, 2002
- Alien-Nation, CD, collection Boîtes Vocales, éditions Plaine Page, 2008
- Alien-Nation et autres poèmes, écoute en ligne - Site internet de Lyrikline.org - http://www.lyrikline.org/
- No Poetry? No party !, CD, Maelström Reévolution, 2012
- Ode à Monsieur Larsen et autres poèmes, écoute en ligne - SoundCloud - https://soundcloud.com/pierre-gu-ry
- My Talking Heads, 30 poèmes-webcam, visionnage en ligne - YouTube - https://www.youtube.com/playlist?list=PL2465LndpJbkVNkhgmbkxp4Q1TPz5VGvQ

### Auteur
- Alien-Nation, mécanique de parole pour la scène, éditions Maelström, 2006
- Bascule, récit, éditions Maelström, 2006
- Erotographie (roman), poésie, éditions Biliki, 2007
- En quel pays étrange, récit, éditions Maelström, 2009
- HP 1999, fiction, éditions Sens & Tonka/L'une & l'autre, 2009
- Week-end avec Hellènes (Error in fabula), fiction, éditions Sens & Tonka/L'une & l'autre, 2010
- No poetry? No party !, Collectif (bilingue anglais, français), éditions Maelström, 2010
- Poéstreet, des marches de poésie urbaine, poésie, éditions Maelström, 2011
- Voix Vives, anthologie poétique Sète 2011, éditions Bruno Doucey, 2011
- La Rhétorique des culs, roman, éditions Sens & Tonka/L'une & l'autre, 2011
- Deuil d'œil, poésie, éditions Plaine Page, 2013
- Psyché Extérieur Nuit_Barcelona Corpus, poésie & vidéogrammes, La Place Galerie éditions, 2014 (avec Nathalie Démaretz)
- Voix Vives, anthologie poétique Tolède 2014, éditions Unaria, 2014
- Voix Vives, anthologie poétique Sète 2015, éditions Bruno Doucey, 2015
- Gare Maritime, anthologie écrite et sonore de poésie contemporaine, éditions Maison de la Poésie de Nantes, 2016
- Voix Vives, anthologie poétique Sète 2016, éditions Bruno Doucey, 2016
- L'Arcane de la Force, Collectif, éditions Maelström, 2017
- zOOdiac cosmosophies, what is human ?, Collectif, éditions Maelström, 2018
- Psyché Extérieur Nuit, poésie (texte intégral), éditions Maelström, 2018
- Peinture et poésie, les peintres vus par les poètes, catalogue anthologique de la collection des peintures, éditions Musée Paul Valéry (Sète), 2018
- Du feu que nous sommes, anthologie poétique, éditions Abordo, 2019
- L'anthotype & Les cueilleuses, essai photographique & poésie, éditions Rafael de Surtis, 2019 (avec Sabrina Martinez)
- Traverser, anthologie poétique, éditions de l'Aigrette, 2020
- My Talking Heads, poésie, éditions Maelström, 2025

### Traducteur
- Fast Speaking Woman, de Anne Waldman, traduit de l'anglais, éditions Maelström, 2008
- Poèmes de Guantanamo, les détenus parlent, de Collectif, traduit de l'anglais, éditions Biliki, 2009
- Soldatesque, de Anne Waldman, traduit de l'anglais, éditions Maelström, 2011
- De sauge et de feu, de Moe Clark, traduit de l'anglais, éditions Maelström, 2013
- Courants noirs - Oeuvre poétique complète, de Nikos Kavvadias, traduit du grec, éditions Signes & Balises, 2022